# Pambolus africanus
Pambolus africanus är en stekelart som först beskrevs av Charles Thomas Brues 1926.  Pambolus africanus ingår i släktet Pambolus och familjen bracksteklar. Inga underarter finns listade i Catalogue of Life.